# Halimodendron halodendron
Genre
Espèce
Halimodendron halodendron, l’halimodendron argenté, est une espèce de plantes à fleurs dicotylédones de la famille des Fabaceae, sous-famille des Faboideae, originaire d'Asie. C'est l'unique espèce acceptée du genre Halimodendron (genre monotypique).
Ce sont des arbustes ou arbrisseaux à feuilles caduques, pouvant atteindre de 50 cm à 2 mètres de haut. L'espèce est parfois cultivée comme plante ornementale.

## Distribution et habitat
L'aire de répartition originelle de Halimodendron halodendron s'étend dans les régions tempérées d'Asie : Chine (Gansu, Mongolie-Intérieure, Xinjiang), en Asie centrale (Afghanistan, Kazakhstan, Kirghizistan, Ouzbékistan, Tadjikistan, Turkménistan), ainsi qu'en Turquie et Transcaucasie, Russie méridionale, Iran, Mongolie, Pakistan.
L'espèce a été introduite plus largement en Russie européenne, Crimée, Nord du Caucase, Ukraine et Sibérie occidentale,.
Cette plante se rencontre sur des sables et sols salins, le long des cours d'eau et dans les forêts (plante halophile).

## Liste des variétés
Selon Catalogue of Life (14 septembre 2015) :
- Halimodendron halodendron var. albiflorum (Kar. & Kir.)Prjech.
- Halimodendron halodendron var. halodendron